# Okány
 Okány ist eine ungarische Gemeinde im Kreis Sarkad im Komitat Békés.

## Geografische Lage
Okány liegt sieben Kilometer südöstlich der Stadt Vésztő,  an einem toten Arm des Flusses Sebes-Körös. Nachbargemeinden sind Körösújfalu, Sarkadkeresztúr und Zsadány.

## Gemeindepartnerschaft
- Bățanii Mari, Rumänien

## Söhne und Töchter der Gemeinde
- László Kemény (1899–1970), Schauspieler
- Mátyás Pribojszky (1931–2014), Zitherspieler

## Sehenswürdigkeiten
- Sándor-Petőfi-Relief (Petőfi Sándor-dombormű) an der Schule, erschaffen von Sándor Szőke
- Reformierte Kirche, erbaut im 18. Jahrhundert, später mehrfach umgebaut; die Orgel der Kirche wurde 1909 gebaut
- Weltkriegsdenkmal (I–II. világháborús emlék)

## Verkehr
In Okány treffen die Landstraßen Nr. 4222, Nr. 4223, Nr. 4235 und Nr. 4236 aufeinander. Die Gemeinde ist angebunden an die Bahnstrecke Vésztő–Kötegyán.

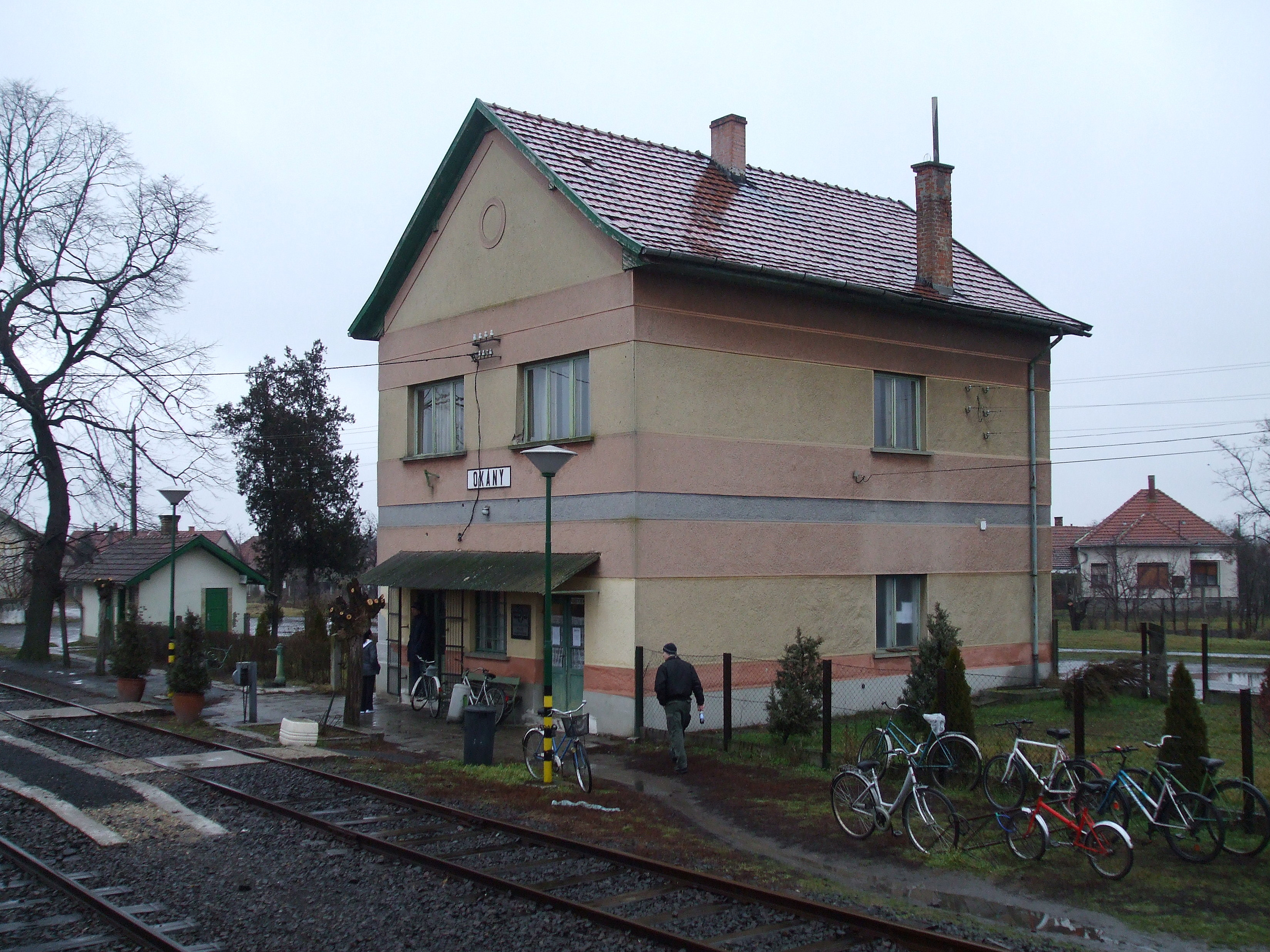
Bahnhof in Okány